# 曼弗瑞德·諾瓦克
曼弗雷德·諾瓦克（Manfred Nowak，1950年6月26日—），著名國際人權法專家，現任教於奧地利維也納大學法學院
，第一位進入中國調查的聯合國酷刑問題特派專員。

## 重要經歷
- 諾瓦克在2004年至2010年擔任聯合國人權委員會酷刑問題特別報告員（或譯：禁止酷刑與其他反殘酷，非人道與壓迫人性待遇的調查官、UN Special Rapporteur on Torture and other Cruel, Inhuman or Degrading Treatment）。
- 他還曾擔任威尼斯人權與民主化歐洲碩士項目主任，國際法學家委員會成員；烏特勒支大學荷蘭人權研究所所長、瑞典隆德大學羅爾·瓦倫堡人權和人道法研究所教授、波黑人權法庭副庭長及法官、聯合國強迫或非自願失蹤問題工作小組成員、聯合國前南斯拉夫失蹤人員問題專家。

## 2006年赴中國調查
- 歷經聯合國與中華人民共和國政府多年的談判，諾瓦克在2005年12月赴中國調查12天。他是近十多年來，第一位獲准進入中國大陸進行實地調查的聯合國酷刑問題特派專員。他表示，中國使用酷刑仍然很普遍。[2]報告說「在中國，消除酷刑的的最大障礙是機構脆弱和司法體系缺乏獨立性。」他認為「虐待和酷刑的主要原因還是舊體制問題，公安人員受著很大壓力要求他們逼供。」
- 他抱怨，調查過程受到了中國當局的阻撓，除了被禁止使用照相機，還常有情報特工人員監視、試圖竊聽談話；而且中共官員阻止受害者家屬和諾瓦克會面，包括軟禁、恐嚇等等。諾瓦克說，這些阻撓，加上僅兩星期調查時間，案例僅限30個，他只能看到中華人民共和國政府使用酷刑情況的一斑。[3]
- 中華人民共和國政府則否認阻撓，並稱聯合國官員諾瓦克調查草率，缺乏事實基礎，錯誤結論應予糾正。[4]
- 中國北京著名維權律師高智晟則認為聯合國特使難以調查，因為酷刑當事人多已被嚴格看管，並指中國當局要欺騙聯合國特使很容易。[5]

## 代表著作
- 《公民權利和政治權利國際公約－評注》（U.N. Covenant on Civil and Political Rights, CCPR Commentary）[6]
- 《國際人權制度導論》（Introduction to the International Human Rights Regime）[7]